# 刘家场镇
刘家场镇是湖北省松滋市的一个镇，镇获得过“中国乡镇投资环境300佳”“湖北省百镇千村重点乡镇”等荣誉。

## 区划
辖21个村，3个居委会。

## 物产
煤炭、重晶石、石英石、碳质岩、石灰石，柑桔、牲猪、山羊、蜜蜂养殖等。 

## 名人
- 贺炳炎：中国人民解放军高级将领，独臂将军

## 交通
- 351国道过境。